# Cultura Tashtyk

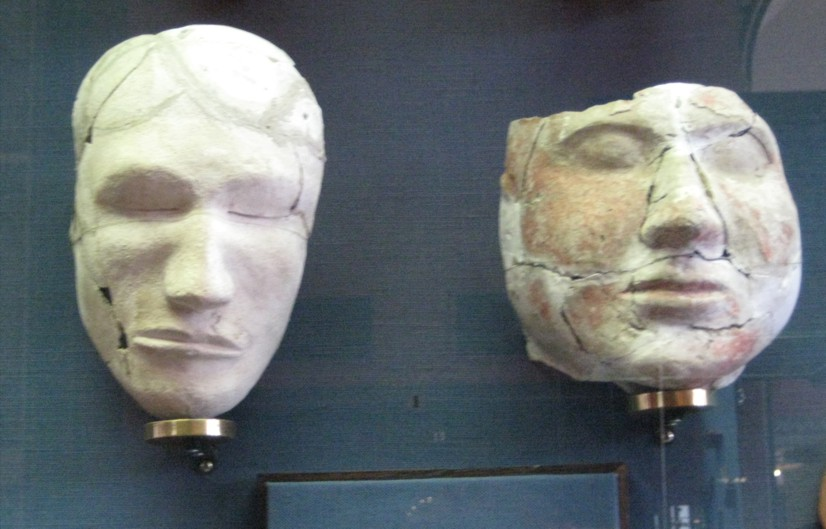
Més màscares a Moscou

La cultura Tashtyk va ser una cultura arqueològica que va sorgir a la vall del Ienissei (Sibèria), des del segle I fins al segle iv. Situada als voltants de la moderna Krasnoiarsk en la depressió de Minusinsk. Aquesta cultura va ser precedida per la cultura de Tagar.
El primer a investigar-la va ser l'arqueòleg rus Sergei Teploukhov. Ell va suggerir que aquesta cultura havia estat inicialment indoeuropea, després cauria sota la influència dels Yenisei Kirghiz al voltant del segle iii. A causa de la seva ubicació, la cultura Tashtyk és associada als Yenisei Kirghiz.
Assentaments i castros Tashtyk s'han descobert a la regió del Yenisei, en particular a la zona del canó del Saian. Els seus monuments més imponents van ser els immensos túmuls; en aquests s'ha trobat gran quantitat de gots i adorns fets d'argila i metall. A més, s'han trobat nombrosos petròglifs. Algunes de les tombes contenien models de cuir de cossos humans amb els caps embolicats en teixits i pintades amb colors vius. Dins dels models va haver-hi petites borses de cuir, probablement, aquestes simbolitzaven a l'estómac; aquestes contenien ossos humans cremats. Rèpliques a escala reduïda d'espases,fletxes i carcajs es van col·locar a prop. Els motius animals dels Tashtyk pertanyien a l'estil escita-altaic, però també hi havia influència de la xinesa dinastia Han.
Durant les seves excavacions en el cementiri de Oglahty, al sud de Minusinsk, Leonid Kyzlasov va descobrir mòmies decorades amb màscares de guix que mostren característiques facials de l'Euràsia occidental, encara que això no descarta alguna mescla amb els asiàtics orientals, com ho revela l'estudi d'ADN. També es van trobar barrets de pell, roba de seda, i calçat, ara s'exhibeixen en el Museu del Ermitage a Sant Petersburg.
El 2009, un estudi genètic d'antigues cultures siberianas, la cultura d'Andrónovo, la cultura Karasuk, la cultura de Tagar i la cultura Tashtyk, es va publicar a la revista mèdica Human Genetics. Seles va realitzar l'estudi d'ADN a sis Tashtyk dels anys 100-400 de la regió Bogratsky, Abakano-Perevoz I, Khakàssia. Per mitjà de l'ADN mitocondrial es va determinar a partir de quatre individus que pertanyen a Euràsia occidental amb els haplogrups HV, H, N9a, i T1, mentre que l'altre portava un haplogrup de l'est d'Àsia, el haplogrup C. L'estudi de l'I-ADN de les restes d'un individu va determinar que el seu cromosoma I pertanyia a un haplogrup d'Euràsia occidental, el R1a1, es pensa que està relacionat amb la migració cap a l'est dels primers indoeuropeus. Es va determinar que totes les restes estudiades eren caucasoides, i que eren, exceptuant un individu, d'ulls i cabell clar.